# Luis Ignacio González
Luis Ignacio González (* 28. Juni 1980 in Mexiko-Stadt), auch bekannt unter dem Spitznamen El Gonzo, ist ein ehemaliger mexikanischer Fußballspieler, der vorwiegend im Mittelfeld agierte.

## Laufbahn

### Vereine
González begann seine Profikarriere bei seinem Heimatverein Club Universidad Nacional, für den er sein Debüt in der mexikanischen Primera División am 25. April 1999 in einem Heimspiel gegen den CF Monterrey (2:1) bestritt. Ein Jahr später wurde er im Sommerturnier 2000 zum besten Nachwuchsspieler des Jahres in Mexiko gewählt.
Mit Ausnahme des Winterturniers 2001, als González auf Leihbasis für Chivas Guadalajara spielte, stand er bis zum Saisonende 2003/04 bei den Pumas unter Vertrag, mit denen er in seiner letzten Halbsaison den Meistertitel gewann.
Im Sommer 2004 wurde er an den Absteiger San Luis FC verkauft, mit dem ihm im Sommer 2005 der sofortige Wiederaufstieg in die erste Liga gelang.
In der Saison 2008/09 beendete González seine aktive Laufbahn bei den in der zweiten Liga spielenden Petroleros de Salamanca.

### Nationalmannschaft
Im Jahr 2000 absolvierte González vier Einsätze für die mexikanische Nationalmannschaft; drei davon beim CONCACAF Gold Cup 2000.

## Erfolge
- Mexikanischer Meister: Clausura 2004
- Mexikanischer Zweitligameister: Apertura 2004
- Nachwuchsspieler des Jahres in Mexiko: Sommer 2000